# Hexatoma (Hexatoma) khasiensis
Hexatoma (Hexatoma) khasiensis is een tweevleugelige uit de familie steltmuggen (Limoniidae). De soort komt voor in het Oriëntaals gebied.